# Canephora xylophthorum
Canephora xylophthorum är en fjärilsart som beskrevs av Peter Simon Pallas 1767. Canephora xylophthorum ingår i släktet Canephora och familjen säckspinnare. Inga underarter finns listade i Catalogue of Life.